# Goura Beladji
Goura Beladji, né en 1977 et habite à Garoua région du Nord(Cameroun), est un  homme politique camerounais.

## Biographie

### Enfance, éducation et début
Goura Beladji  a fait ses études au CETIC de Garoua de 1995 à 1999, puis continue au lycée de Garoua de 2000 à 2003.
Tour à tour il continue ses études à Douala à Atlantic Survey et MAC Darwin en tant que étudiant en informatique de 2003 à 2006.

### Carrière politique
Beladi Goura occupe le poste de secrétaire du comité de base de l'OJRDPC de foulberé 1A de 2005 à 2008, puis devient président de la sous-section de l'OJRDPC de Poukouloukou de 2008 à 2017 et occupe également le poste de vice-président de la section OJRDPC Benoué centre II de 2017 à 2021, et en 2021 il est deuxième délégué aux conflits cumulativement le poste de conseiller à la mairie de la ville de Garoua à la suite des élections municipales du 9 février 2020.

## Responsabilité
Au-delà de son rôle de maire de la ville de Garoua, il est aussi président régional du comité consultatif régional du conseil national de la jeunesse du Cameroun pour le Grand Nord (Cameroun), et est aussi ingénieur et informaticien.